# Vlasta Foltová
Vlasta Foltová   (Praga, 14 de març de 1913 - 2 de maig de 2001) va ser una gimnasta artística txecoslovaca que va competir durant la dècada de 1930.
El 1936 va prendre part en els Jocs Olímpics de Berlín, on guanyà la medalla de plata en la competició del concurs complet per equips del programa de gimnàstica.